# شهرستان چوکیساکا
شهرستان چوکیساکا (به اسپانیایی: Departamento de Chuquisaca) یکی از  بخش در بولیوی است که در بولیوی واقع شده‌است. شهرستان چوکیساکا ۵۱٬۵۲۴ کیلومتر مربع مساحت و ۵۸۱٬۳۴۷ نفر جمعیت دارد.